# Bistum Caguas
Das Bistum Caguas (lat.: Dioecesis Caguana) ist eine in Puerto Rico gelegene römisch-katholische Diözese mit Sitz in Caguas.

## Geschichte
Das Bistum Caguas wurde am 4. November 1964 durch Papst Paul VI. mit der Apostolischen Konstitution Quod munus aus Gebietsabtretungen des Erzbistums San Juan de Puerto Rico und des Bistums Ponce errichtet und dem Erzbistum San Juan de Puerto Rico als Suffraganbistum unterstellt. Am 11. März 2008 gab das Bistum Caguas Teile seines Territoriums zur Gründung des Bistums Fajardo-Humacao ab.

## Bischöfe von Caguas
- Rafael Grovas Felix, 1965–1981
- Enrique Manuel Hernández Rivera, 1981–1998
- Ruben Antonio González Medina CMF, 2000–2015, dann Bischof von Ponce
- Eusebio Ramos Morales, seit 2017

## Einzelnachweise

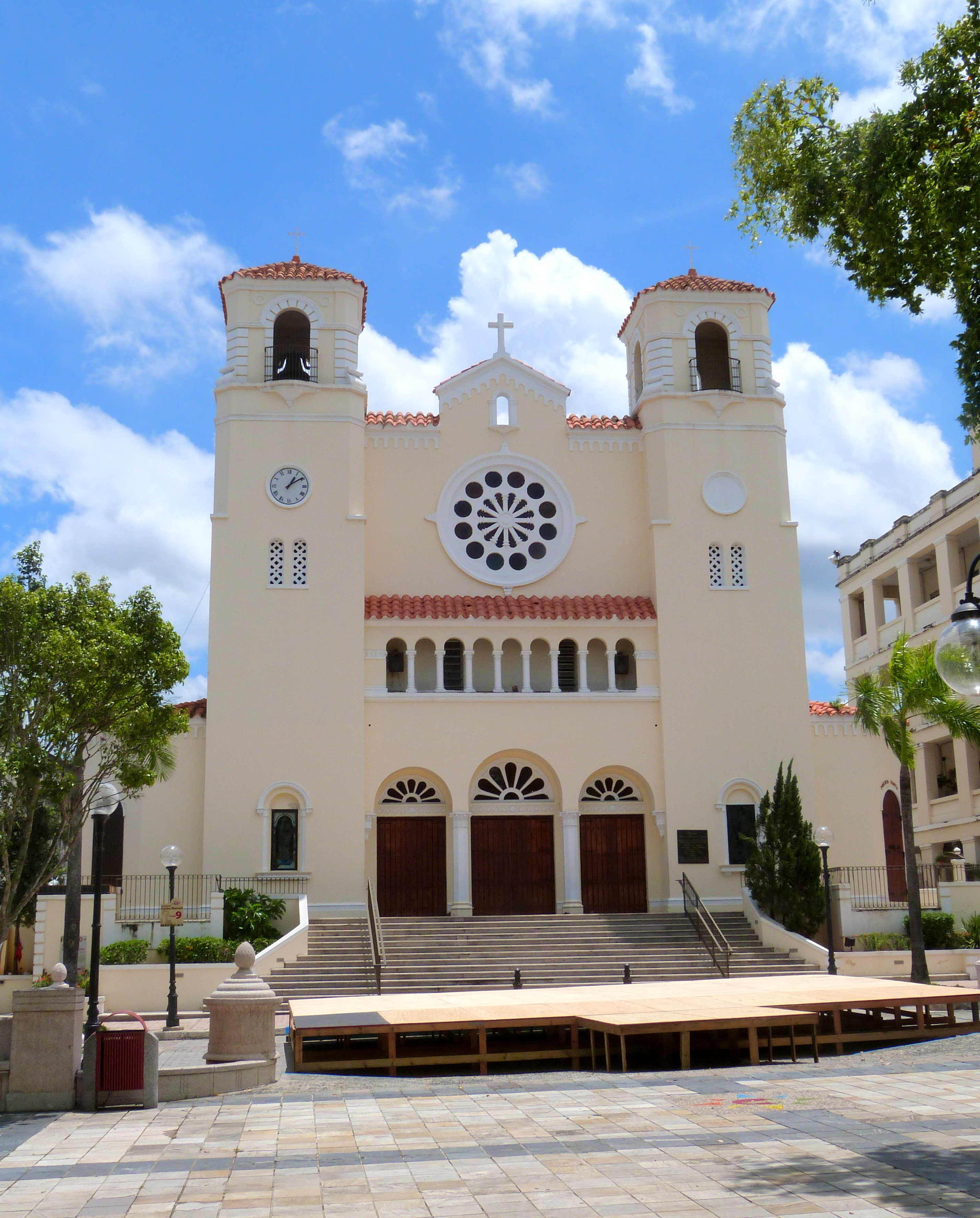
Kathedrale Dulce Nombre de Jesús in Caguas